# Jean-Marie Le Guen
Cet article possède un paronyme, voir Jean-Marie Le Pen.
Pour les articles homonymes, voir Le Guen.
Jean-Marie Le Guen, né le 3 janvier 1953 à Paris, est un homme politique français.
Spécialiste des questions de santé publique, membre du Parti socialiste, il fut député, conseiller régional d'Île-de-France, conseiller de Paris, secrétaire d'État chargé des Relations avec le Parlement dans les gouvernements Valls I et II, et secrétaire d'État chargé du Développement et de la Francophonie dans le gouvernement Cazeneuve.

## Biographie

### Origine et études
Jean-Marie Le Guen est né le 3 janvier 1953 à Paris. Il est marié et père de trois enfants. Après une scolarité aux lycées Michelet, puis Louis-le-Grand (mathématiques supérieures), il poursuit ses études à la faculté de médecine puis de sciences économiques de Paris I. Il est docteur en médecine, diplômé d'études supérieures spécialisées d'économie de la santé.
Lors de ses études, il s'engage en politique au sein du Parti socialiste et plus particulièrement dans le courant Mitterrand, en aidant Édith Cresson à reprendre le contrôle de la jeunesse socialiste. En novembre 1975, il devient ainsi le président du Comité pour l'organisation du syndicat des étudiants de France.

### Au PS et à la MNEF
Dès 1977, et pour un an, il est le Premier secrétaire du Mouvement de la Jeunesse Socialiste. En 1980, il s'investit comme membre fondateur de l'Unef-ID, puis, entre 1980 et 1982, comme vice-président de la Mutuelle nationale des étudiants de France,. Il est administrateur, puis salarié de la Mutuelle étudiante pendant près de vingt ans (de 1982 à 1997), devenant officiellement, de 1993 à 1997, conseiller médical de la direction. En 1998, il est mis en examen dans le cadre de l'affaire de la MNEF pour un présumé emploi fictif dans cette structure. Les juges lui reprochent près de 1,5 million de francs qui auraient été indûment perçus,. En outre, une autre mutuelle créée par la MNEF au terme d'une convention datée du 1er juin 1993, lui aurait versé 330 000 francs de 1994 à 1996. Les juges estimaient qu'il n'y avait pas eu de contrepartie. L'ensemble de la procédure a abouti à un non-lieu.
De 1983 à 1988, il occupe le poste de Rapporteur général du laboratoire d’innovation sociale de la Fédération nationale de la mutualité française.

### Élu de Paris
Dès 1983, il est conseiller du 13e arrondissement de Paris. De 1988 à 1992, il est le député socialiste de la 9e circonscription de Paris, en remplacement de Paul Quilès nommé membre du gouvernement. Lors de cette première mandature, Jean-Marie Le Guen fut le rapporteur de plusieurs projets de loi, notamment de la loi Évin sur le tabac et l’alcool. À partir de 1989, il est également élu au Conseil de Paris, dont il devient le vice-président en 1995. Parallèlement, en 1991, il entre au cabinet d'Édith Cresson à Matignon. Entre 1992 et 1995, il est membre du haut comité de santé publique. Et, de 1992 à 1997, il est conseiller régional d’Île-de-France.
Le 1er juin 1997, Jean-Marie Le Guen est élu député de la 9e circonscription de Paris (13e arrondissement). Inscrit au groupe socialiste, il est membre de la commission des finances à l’Assemblée nationale, et rapporteur spécial du budget de la communication pour cette même commission. À l’automne 1997, il est nommé, par le président de l’Assemblée nationale, président du Conseil de surveillance de la CNAMTS (1997-2002).
Réélu député de la 9e circonscription de Paris le 16 juin 2002, et le 17 juin 2007, il a été délégué de l’Assemblée nationale au Conseil de l'Europe et à l’Union de l'Europe occidentale (UEO) ainsi que membre de la Commission des Affaires culturelles, familiales et sociales. Responsable pour le groupe socialiste des questions de santé et d’assurance maladie, il représente l’opposition au Haut Conseil pour l’avenir de l’Assurance maladie jusqu'en 2012.
Il a été premier secrétaire fédéral de la fédération de Paris du Parti socialiste de 1987 à 2000.
En septembre 2011, il publie Sauvons notre Santé, avant qu'il ne soit trop tard dans lequel il définit les grandes lignes d'une politique de santé ambitieuse, pérenne et efficace. Président du Groupe d’études parlementaire sur l’obésité, il est également l’auteur de « Obésité, le nouveau mal français ». Il est enfin l’auteur de l’essai Retraites et vieillissement : pour un nouveau contrat social.
Sous le second mandat de Bertrand Delanoë (2008-2014), il est maire-adjoint de Paris, chargé de la Santé publique et des relations avec l’Assistance publique - Hôpitaux de Paris (AP-HP). Il a présidé le conseil d’Administration de l’AP-HP de juin 2008 à juin 2010, puis le conseil de surveillance de l'AP-HP de juin 2012 à mai 2014.
En 2010, en compagnie de Manuel Valls, Jean-Marie Le Guen prône une augmentation de la TVA « assortie de l'abrogation du bouclier fiscal, des niches fiscales injustifiées ou de la TVA réduite sur la restauration ».
Depuis 2010, il anime le groupe de réflexion « Grand Paris des Citoyens » sur les problématiques de l’agglomération parisienne, proposant notamment de construire des logements sociaux dans le 16e arrondissement ou d'organiser une nuit du 4 août pour le Grand Paris afin de renforcer la solidarité entre les territoires d'Île-de-France.
En août 2011, alors que la France doit prendre position sur la demande d'adhésion à l'ONU de la Palestine, Jean-Marie Le Guen signe, contre la position de son parti, une « lettre à Nicolas Sarkozy » initiée par l'UMP Claude Goasguen, qui lui demande solennellement de « s'opposer à la résolution visant à imposer de façon unilatérale la reconnaissance d'un État palestinien »,.
Il se prononce en faveur de la candidature de Dominique Strauss-Kahn à la primaire présidentielle socialiste de 2011, puis lui apporte son soutien lorsque celui-ci est accusé d'agression sexuelle à New York. Strauss-Kahn ne pouvant se présenter, Jean-Marie Le Guen soutient par la suite François Hollande, qui en décembre 2011, le nomme responsable des questions de santé au sein de son équipe de campagne.
Réélu député de Paris lors des législatives de 2012, il est le seul adjoint de Bertrand Delanoë à ne pas démissionner de ses fonctions de l'exécutif municipal dans le cadre du non-cumul des mandats.

### Secrétaire d'État chargé des Relations avec le Parlement
N'ayant jamais réussi à obtenir le soutien des socialistes parisiens pour la mairie de Paris, et candidat à un poste ministériel dans les gouvernements Jospin et Ayrault, il est imposé à François Hollande par le Premier ministre Manuel Valls, sans obtenir le portefeuille convoité de la Santé. Il est nommé secrétaire d'État chargé des Relations avec le Parlement, le 9 avril 2014, dans le gouvernement Valls I. Il est remplacé à la présidence des Hôpitaux de Paris par Anne Hidalgo.
Chargé de s'assurer le soutien des parlementaires socialistes au gouvernement face aux frondeurs et autres dissidents, il est accusé d'aviver les tensions plutôt que de les apaiser, par ses propos tranchés et des pressions, obtenant le surnom de « ministre des Tensions avec le Parlement »,.
Il aurait également le rôle plus officieux de maintenir des liens avec les partenaires sociaux, pour le Pacte de responsabilité, en avril 2014, puis pour le Projet de loi Travail. Il accompagne régulièrement Manuel Valls lors de ses déplacements à l'étranger, notamment pour assurer sa communication auprès des journalistes. Pour le chercheur Fabien Escalona, « c’est bien lui qui formule le mieux et le plus régulièrement, dans des textes pour la Fondation Jean-Jaurès, le fond de l’orientation politique du Premier ministre que de nombreux observateurs tentent de décrypter ». Dans un article publié en juillet 2016 par Le Monde diplomatique sur la stratégie électorale du Parti socialiste, le chercheur Rémi Lefebvre le considère comme l'artisan d'un « pôle des réformateurs » au sein du parti et comme le « théoricien gouvernemental du social-libéralisme ».
Fin juin 2014, la Haute Autorité pour la transparence de la vie publique publie les déclarations de patrimoine des ministres, et adresse une « appréciation » à Jean-Marie Le Guen pour avoir sous-évalué des biens immobiliers d'environ 700 000 euros, « depuis des années ». Par la suite, le secrétaire d'État, assujetti à l'impôt de solidarité sur la fortune, déclare 2 689 000 euros de biens immobiliers ; après cette correction, la Haute autorité considère la déclaration de patrimoine de Jean-Marie le Guen comme sincère,. Il devrait subir un redressement fiscal de 50 000 euros « rien que sur l'année 2013 ». La Haute Autorité pour la transparence de la vie publique a manifestement considéré qu'il n'avait dissimulé aucun de ses biens, ni menti sciemment sur leur valeur, puisqu'elle n'a pas jugé nécessaire de saisir le parquet.
Pendant la primaire citoyenne de 2017, il soutient Manuel Valls. Après l’échec de ce dernier face à Benoît Hamon, il se rallie à Emmanuel Macron.

### Secrétaire d'État chargé du Développement et de la Francophonie
Après la démission de Manuel Valls pour se présenter à la primaire de la gauche, Bernard Cazeneuve est nommé Premier ministre. Il est remplacé par André Vallini aux Relations avec le Parlement et il récupère  le portefeuille de la Francophonie.
Le 6 avril 2017, il ajoute à son portefeuille celui des Français de l'étranger à la suite de la nomination au ministère de l'Intérieur de Matthias Fekl qui en était chargé jusque-là.

### Après le gouvernement: conseiller de Paris et nouvelles fonctions professionnelles
Il renonce à se présenter pour les élections législatives de 2017, déclarant qu'il s'agit d'une « décision personnelle et d'un choix politique en faveur du renouvellement ». Selon le journaliste Vincent Jauvert, La République en marche (LREM) lui a refusé l'investiture. Sa suppléante Anne-Christine Lang, investie par LREM, est élue.
Il reste conseiller de Paris jusqu'en 2020.
Il rejoint, mi-juin 2017, Siaci Saint-Honoré, importante société française de courtage en assurance, en tant que conseiller du président du groupe, Pierre Donnersberg . Dans le même temps, il rejoint le conseil d'administration de Swissport et Gate Holding, deux sociétés suisses filiales du conglomérat chinois HNA puis, depuis avril 2019, du conglomérat asiatique RRJ Capital (en).
Le 13 septembre 2020, Jean-Marie Le Guen rejoint le conseil d'administration de Huawei France, en remplacement de Jean-Louis Borloo,. En avril 2021, il dénonce une « dérive idéologique » et une « campagne anti-chinoise » concernant le projet d'implantation d'une usine Huawei en Alsace à partir de 2023.

## Relation controversée avec le Qatar
En octobre 2016, les journalistes Georges Malbrunot du Figaro et Christian Chesnot de France Inter affirment dans leur ouvrage Nos très chers émirs que Jean-Marie Le Guen entretiendrait des relations déplacées avec le gouvernement de Qatar et ses représentants en France. En effet, le secrétaire d'État chargé des Relations avec le parlement aurait cherché à imposer une agence de communication dirigée par l'un de ses proches, Alexandre Medvedowsky, à l'ambassadeur du Qatar en France afin de gérer les déclarations publiques de certaines personnalités politiques au sujet du Qatar, notamment dans leurs prises de parole au sein du Parlement. Selon le témoignage d’un membre du gouvernement qatarien : « [Jean-Marie Le Guen] disait à nos diplomates à Paris : "En tant que ministre chargé des Relations avec le Parlement, je tiens tous les députés et sénateurs de mon camp, via les questions au gouvernement. Je peux bloquer des questions hostiles au Qatar ou au contraire les alimenter. Mais je n'ai pas à le faire gratuitement". […] Il nous faisait littéralement du chantage ». Des échanges de courriels et de SMS entre Le Guen, ses collaborateurs et des diplomates qataris dont les journalistes ont eu connaissance au cours de leur enquête révèlent que Jean-Marie Le Guen espérait obtenir une somme de dix mille euros par mois de la part de l’agence de communication en question, ESL & Network. Jean-Marie Le Guen annonce avoir porté plainte en diffamation. Le journaliste et auteur du livre Nos très chers émirs, Christian Chesnot, affirme ne jamais avoir reçu de plainte de la part de Le Guen.

## Détail des mandats et fonctions

### Au gouvernement
- 9 avril 2014 – 6 décembre 2016 : secrétaire d'État chargé des Relations avec le Parlement.
- 6 décembre 2016 – 10 mai 2017 : secrétaire d'État chargé du Développement et de la Francophonie (chargé également des Français de l'étranger à partir du 6 avril 2017).

### À l’Assemblée nationale
- 29 juillet 1988 – 16 décembre 1992 : député, élu dans la 9e circonscription de Paris (suppléance de Paul Quilès, reconduit au gouvernement).
- 1er juin 1997 – 18 juin 2002 : député, élu dans la 9e circonscription de Paris.
- 19 juin 2002 – 17 juin 2007 : député, élu dans la 9e circonscription de Paris.
- 20 juin 2007 – 19 juin 2012 : député, élu dans la 9e circonscription de Paris.
- 20 juin 2012 – 9 mai 2014 : député, élu dans la 9e circonscription de Paris.

### Au niveau local
- 20 mars 1989 – 18 juin 1995 : conseiller de Paris.
- 23 mars 1992 – 25 juin 1997 : conseiller régional d'Île-de-France.
- 19 juin 1995 – 18 mars 2001 : conseiller de Paris.
- 16 mars 2008 – 30 mars 2014 : conseiller de Paris.
- 30 mars 2014 – 28 juin 2020 : conseiller de Paris.